# Gabriel od św. Magdaleny Tarazona Rodríguez
Gabriel od św. Magdaleny Tarazona Rodríguez OFM, (hiszp.) Beato Gabriel de la Magdalena (ur. w październiku 1567 w Sonseca, zm. 3 września w Nagasaki 1632) – błogosławiony Kościoła katolickiego, męczennik, ofiara prześladowań antykatolickich w Japonii, hiszpański brat zakonny, franciszkanin.

## Geneza męczeństwa − tło historyczne
Rosnące wraz z liczebnością chrześcijan ich wpływy na życie społeczne, spory o metody ewangelizacji, a także awanturnictwo rywalizujących ze sobą kupców z Hiszpanii i Portugalii wpłynęły na zmianę początkowo przychylnego stosunku, obawiających się osłabienia swej pozycji siogunów i książąt. Po okresie wzmożonej działalności misyjnej Kościoła katolickiego, gdy w 1614 roku siogun Ieyasu Tokugawa wydał edykt zniszczenia chrześcijaństwa na mocy którego pod groźbą utraty życia wszyscy misjonarze mieli opuścić kraj, a praktykowanie i nauka religii zakazana, rozpoczęły się trwające ponad 200 lat krwawe prześladowania chrześcijan.

## Życiorys
Urodził się w rodzinie Pedro Rodrigueza Tarazona i Isabel Pochodził. Wstąpił do franciszkanów jako brat zakonny i 28 czerwca 1601 roku dołączony został do grupy ewangelizatorów udających się do Azji. Po studiach medycznych w Manilii w 1612 roku został skierowany do pracy misyjnej w Japonii. Realizował powołanie lecząc chorych i pracą wśród trędowatych. Działalność charytatywna, tryb życia i okazywane miłosierdzie zjednywały mu szacunek współczesnych niezależnie od wyznania. 20 marca 1630 roku został aresztowany co jednak nie przerwało jego apostolatu i działalności lekarskiej. Będąc więziony przez gubernatora służył mu pomocą lekarską i wyleczył jego ciężko chorą siostrzenicę, której na jej życzenie udzielił chrztu. Nawrócenie krewnej spotkało się z potępieniem i w wyniku tego zdarzenia Gabriela od św. Magdaleny Tarazona Rodrigueza wtrącono do więzienia w Ōmurze. 5 grudnia 1631 roku został przewiezieni do Nagasaki i tam po torturach polegających na biciu, podtapianiu, wystawianiu na słoneczny skwar, polewaniu poranionego gorącą wodą siarczaną 3 września 1632 roku został skazany na śmierć i żywcem spalony z pięcioma współtowarzyszami: Antonim Ishidą Kyūtaku, Bartłomiejem Gutierrez'em, Hieronimem od Krzyża Iyo, Franciszkiem od Jezusa Terrero de Ortega Pérezem, Wincentym od św. Antoniego Simões de Carvalho.
Gabriel od św. Magdaleny znalazł się w grupie 205 męczenników japońskich beatyfikowanych 7 lipca 1867 roku w Rzymie przez papieża Piusa IX.
Dies natalis (dzienna rocznica śmierci) jest dniem, kiedy wspominany jest w Kościele katolickim, wraz z pozostałymi dwustu pięcioma ofiarami 10 września.